# Államok vezetőinek listája 22-ben
Ezen az oldalon az i. sz. 22-ben fennálló államok vezetőinek névsora olvasható földrészek, majd országok szerinti bontásban. 

## Európa
- Boszporoszi Királyság
  - Király: Aszpurgosz (i. e. 8–38)

- Britannia
  - Catuvellaunusok
    - Király: Cunobelinus (9–40)

  - Atrebasok
    - Király: Verica (15–43)

- Dák Királyság
  - Király: Comosicus (i. e. 9-30)

- Odrüsz Királyság
  - Király: II. Rhoimetalkész (19–38)

- Római Birodalom
  - Császár: Tiberius (14–37) 
    - Consul: Decimus Haterius Agrippa
    - Consul: Caius Sulpicius Galba
    - Consul suffectus: Marcus Cocceius Nerva

  - Pannonia provincia
    - Legatus: Lucius Munatius Plancus (17–35)

  - Moesia, Achaea és Macedonia provinciák
    - Legatus: Caius Poppaeus Sabinus (10–35)

## Ázsia
- Anuradhapura
  - Király: Amantakámini Apajan (21-30)

- Armenia
  - Király: III. Artaxiasz (18–34)

- Atropaténé
  - Király: Vonónész (12-51)

- Elümaisz
  - Király: VIII. Kamnaszkirész (15-25)

- Harakéné
  - Király: I. Abinergaosz (22/23)

- Hsziungnuk
  - Sanjü: Jü (18-46)

- Ibériai Királyság
  - Király: I. Pharaszmanész (1–58)

- India
  - Indo-pártus Királyság
    - Király: Gondopharész (20–50)

  - Indo-szkíta Királyság
    - Király: Aszpavarma (15–45)

  - Szátaváhana-dinasztia
    - Király: Hála (20–24)

- Japán
  - Császár: Szuinin (i. e. 29–70)

- Kína (Han-dinasztia)
  - Császár: Vang Mang (9–23)

- Korea
  - Pekcse
    - Király: Ondzso (i. e. 18–29)

  - Pujo
    - Király: Teszo (i. e. 7–22)
    - Király: Kalsza alapítója (22–?)

  - Kogurjo
    - Király: Temusin (18–44)

  - Silla
    - Király: Namhe (4–24)

- Kusán Birodalom
  - Király: Heraiosz (1–30)

- Nabateus Királyság
  - Király: IV. Aretasz Philopatrisz (i. e. 9–40)

- Oszroéné
  - Király: V. Abgar (13-50)

- Pártus Birodalom
  - Nagykirály: II. Artabanosz (12–38)

- Pontoszi Királyság
  - Királynő: Püthodórisz (i. e. 8–23)

- Római Birodalom
  - Iudaea provincia
  - Praefectus: Valerius Gratus (15–26)
  - Galilea és Perea tetrarkhésze: Heródes Antipász (i. e. 4–39)
  - Batanaea tetrarkhésze: Heródes Boethus (i. e. 4–34)
  - Ituraea és Trachonitis tetrarkhésze: Heródes Philipposz (i. e. 4–34)
  - A szanhedrin vezetője: I. Gamáliel (9–50)
  - Főpap: József Kajafás (18-36)
  - Syria provincia
    - Praefectus: Pacuvius (21–32)

## Afrika
- Mauretániai Királyság
  - Király: II. Juba (i. e. 25–23)

- Kusita Királyság
  - Király: Amanikhabale
  - Király: Natakamani

- Római Birodalom
  - Africa provincia
    - Proconsul: Quintus Iunius Blaesus (21–23)

  - Aegyptus provincia
    - Praefectus: Caius Galerius (16–31)

## Fordítás
Ez a szócikk részben vagy egészben  a   Liste der Staatsoberhäupter 22 című német Wikipédia-szócikk ezen változatának fordításán alapul.  Az eredeti cikk szerkesztőit annak laptörténete sorolja fel. Ez a jelzés csupán a megfogalmazás eredetét és a szerzői jogokat jelzi, nem szolgál a cikkben szereplő információk forrásmegjelöléseként.